# Хіральний розчинник
Хіра́льний розчи́нник (англ. chiral solvent, рос. хиральный растворитель) — розчинник, молекули якого мають асиметричну будову. В ньому є різною розчинність енантіомерів, а також можуть відрізнятися фізико-хімічні характеристики енантіомерів (наприклад, спектри ПМР).